# Eumeniden (Aischylos)
Eumeniden (Grieks: Εὐμενίδες, Latijn: Eumenides) is een Attische tragedie van de Griekse toneeldichter Aischylos, en vormt het laatste deel van diens trilogie Oresteia. Offerplengsters is het voorgaande deel.

## Korte inhoud
Een morgen in Delphi. Wanneer de Pythia haar dagtaak begint, doet zij in de tempel een griezelige ontdekking: Orestes, nog steeds door de Erinyen [= het koor] gekweld, ligt in het heiligdom te slapen. De god Apollo belooft Orestes zijn steun en geeft hem de raad naar Athene te vluchten. De schim van Klytaimnestra spoort de Wraakgodinnen aan om Orestes niet met rust te laten. Als de Wraakgodinnen hem ook in Athene weten te vinden, eisen zij hun rechten op: bloed moet met bloed gewroken worden. Pallas Athena roept een rechtbank samen op de Areiopagos, om uit te maken wiens schuld de zwaarste is, die van Orestes of die van Klytaimnestra. De stemmen staken, en dat is in het voordeel van Orestes. De boze Erinyen, die hun gezag zien wankelen, moeten capituleren: Pallas Athena weet hen ervan te overtuigen dat er ook voor hen een plaats is weggelegd in de nieuwe rechtsorde, op voorwaarde dat zij de bloedwraak voortaan afzweren. Als "Eumeniden" (d.i. "Welwillenden", "Weldoeners" of "Goede Geesten") zullen zij voortaan land en volk van Athene beschermen.

## Nederlandse vertalingen
- 1878 – De Eumenides of wraakgodinnen – Hendrik van Herwerden
- 1882 – De Orestie van Eschylus – Allard Pierson (bewerking)
- 1889 – Eumeniden – A.H.G.P. van den Es
- 1899 – De Eumeniden – Willem Hecker
- 1903 – De Eumeniden – L.A.J. Burgersdijk
- 1921 – Eumenieden – P.C. Boutens
- 1959 – Eumeniden – Emiel De Waele
- 1970 – De Eumeniden – Dr. J.C.B. Eykman
- 1995 – Wraakgodinnen – Marietje d'Hane-Scheltema
- 1995 – Goede geesten – Gerard Koolschijn
- 2006 – Ontzagbare godinnen – Herman Altena
- 2024 – Eumeniden – Patrick Lateur